# Semnul Lupului
Semnul Lupului, titlu original Wolfbane, este un roman științifico-fantastic din 1959 scris de Frederik Pohl și C. M. Kornbluth. Înainte de publicarea ca roman, a fost serializat în revista Galaxy în 1957, cu ilustrații de Wally Wood. Damon Knight a ales acest roman în lista celor mai bune 10 cărți SF din 1959.

## Introducere
Acțiunea acestui roman science fiction are loc în anul 2203, dacă adunăm 250 ani la anul 1953 cu care este datată o brățară de identitate din Războiul coreean. O planetă interstelară, populată de mașini ciudate cunoscute sub numele de piramide, a furat Pământul din sistemul solar, trăgând-l în spațiul interstelar. Luna a fost aprinsă de tehnologie extraterestră pentru a servi ca un soare în miniatură, în jurul căruia ambele planete se rotesc. Acest nou soare este reaprins la fiecare cinci ani, deși la începutul cărții o perioadă de cinci ani este pe sfârșite și populația se teme că niciodată nu se va mai reaprinde Luna din nou. 
Populația globală a scăzut la o sută de milioane, în mare parte din cauza schimbărilor climatice radicale care au urmat după apariția planetei extraterestre. Cei mai mulți dintre oamenii care au supraviețuit sunt Cetățeni, oameni pasivi care își trăiesc viața strict în ritualuri sociale elaborate, diverse stiluri de meditație și într-un altruism atent prescris. Acest stil de viață de constrângere face ca, foarte des, Cetățenii să cedeze mental și să atace pe oricine le cade în mâini. Persoanele care comit acest lucru sau oricare altă infracțiune au de înfruntat ritualul execuției. 
O mică parte a populației, care încă mai păstrează natura lor agresivă sunt numiți Lupi. Aceștia sunt considerați a fi o amenințare directă pentru restul societății. Acești Lupi se consideră superiori celorlalți și îi numesc pe Cetățeni ca fiind Oi. Acest sistem de etichetare este oarecum ironic, pentru că lupii, în general, încearcă să înșele oile astfel încât să evite așezările lor, în timp ce fiecare lup care este capturat de oi este ucis. 
Motivele extratereștrilor în formă de piramidă rămân necunoscute, singura urmă a prezenței lor fiind doar o piramidă aflată în vârful muntelui Everest și Ochii transparenți care se formează la persoanele care au atins sau se presupune ca s-au apropiat de starea de perfecțiunea prin meditație sau Nirvana. Oricine ajunge la această stare de meditație dispare din lume pentru a merge spre o destinație necunoscută.

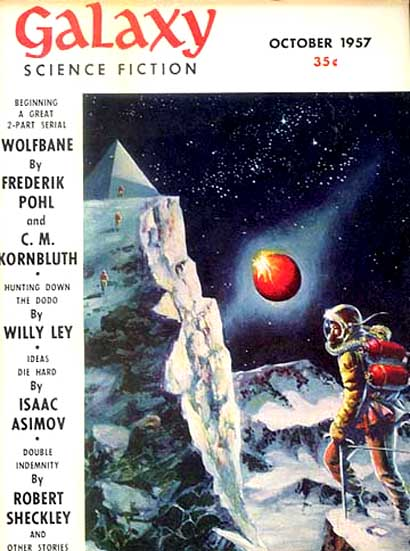
Wolfbane a fost publicat în foileton în Galaxy Science Fiction în 1957, cu o copertă ilustrată de Wally Wood

## Povestea
Povestea începe în orașul Wheeling, West Virginia. În primul rând apare Roget Germyn, un cetățean model și bancher. Forma unui Ochi apare deasupra lui în timp ce meditează, dar meditația este întreruptă și ochiul dispare. Asta deoarece Roget are preocupări mult mai pământești: se gândește dacă Soarele va mai fi regenerat din nou, ca să se încheie odată perioada actuală de foame și de frig. 
Atenția se îndreaptă apoi spre Glenn Tropile, care locuiește în rândul Cetățenilor, dar el se consideră ca fiind unul dintre Lupii de care se temeau. El a reușit chiar s-o îndrepte ușor-ușor pe soția sa, Gala, spre o perspectivă mai Lupească. În ciuda acestei atitudini rebele, el a continuat să fie interesat în mod sincer de meditație. 
Glenn Tropile este demascat ca fiind un Lup în timp ce fura pâine. El scapă de execuție și este luat de către o comunitate de Lupi care trăiesc în orașul Princeton. Aceștia consideră că Glenn nu aparține cu totul nici Lupilor, dar aceștia speră ca el să fie luat de un Ochi, oferindu-le astfel o șansă pentru a observa acest proces în detaliu. Acest lucru se întâmplă în cele din urmă și observă, cum era de fapt de așteptat, că dispariția sa a fost realizată cu ajutorul Piramidei de pe Everest. Glenn Tropile este trimis astfel pe planeta Piramidelor. 
Aflăm apoi soarta lui. Pentru Piramide, rasa umană nu este nimic mai mult decât o sursă utilă de „componente” pentru un complex al lumii-mașină dedicat în cea mai mare parte hrănirii acestor ființe artificiale și semi-organice. Glenn Tropile este suspendat într-un rezervor plin cu lichid și este „legat” la un vast sistem informatic. Mai târziu, el este legat la alți șapte oameni ca un „Fulg de nea” - un sistem de opt minți alăturate împreună pentru a facilita sarcini mai complexe decât ar putea gestiona o componenta umană unică. 
În această condiție, Tropile se trezește, reușește să-și păstreze echilibrul său mintal și trezește și pe alți oameni. În cele din urmă acești oameni se unesc unul cu altul pentru a forma o minte colectivă mult mai sofisticată. Fulgul de nea astfel eliberat spionează mai apoi Piramidele, dându-și seama că aceste mașini cibernetice călătoresc de mai bine de două milioane de ani prin spațiul cosmic, timp în care au colectat mai multe specii în calitate de componente, dar par a fi blocați în ritualuri fără niciun sens în jurul unei creaturi extraterestre aflate la Polul Nord al acestei planete. Mai târziu realizează că acestă formă de viață este ultimul supraviețuitor al rasei care a creat Piramidele. 
Între timp, au modificat procesul de colectare al componentelor umane, astfel încât acesta selectează persoanele cunoscute ca fiind cel puțin una din cele opt persoane care compun un Fulg de nea (și care au devenit aproape la fel de nemiloși ca și inumanele Piramidele extraterestre). Acești oameni sunt destinați să devină Șoareci, perturbatori ai planetei și mai târziu să devină un fel de armată care să se lupte cu Piramidele. Roget Germyn este unul dintre ei, la fel ca și soția lui Tropile. 
Confruntându-se cu un drum-închis filosofic, cei care formează Fulg de nea decid să-și separe mințile-componente pentru a studia problema. Revenit la identitatea sa individuală, Glenn Tropile devine îngrozit de ceea ce a făcut. Cu toate acestea, ceilalți doresc să continue. În timp ce se ceartă, unul dintre ei este posedat de mintea extraterestrului de la Polul Nord, care îi avertizează că Piramidele i-au observat și plănuiesc să distrugă jumătate din planetă pentru a scăpa de ei. 
Inițial ei regrupează mințile lor într-un Fulg de zăpadă și își accelerează planurile. Tropile decide că trebuie sa se deconecteze fizic de Fulgul de zăpadă și să plece ca să-i conducă pe oameni. Ei reușesc să învingă Piramidele, dar nu înainte ca restul celor din Fulgul de zăpadă să fie și ei distruși. Oamenii eliberează multe alte componente și se întorc cu o navă înapoi pe Pământ. 
Tropile se găsește acum în postura de erou, dar rolul acesta nu i se potrivește (desi el nu s-a potrivit cu adevărat nici unui rol în care a fost plasat - Oaie, Lup sau Componentă). De asemenea, el vede că este nevoie ca cineva să se lege din nou la sistemele care au supraviețuit pe planetă extraterestră pentru a reaprinde Soarele la fiecare cinci ani și probabil să ducă Pământ înapoi pe orbita sa inițială. El nu vrea să facă asta de unul singur, dar majoritatea oamenilor pe care îi cunoaște fie nu doresc să facă asta fie nu pot. În ultimul moment, soția lui este de acord sa i se alăture. El speră că se vor mai alătura și alții pentru ca (el) inelul de foc să crească.

## Piramidele
Această lucrare este neobișnuită deoarece mașinăriile extraterestre nu au aspect uman și, de asemenea, nu seamănă deloc cu creatorii lor. Inițial Piramidele erau jucării educative pentru copii rasei care le-au creat.